# أوزموند تشارلز فورمان
أوزموند تشارلز فورمان (بالإنجليزية: Osmond Charles Fuhrman)‏ هو دبلوماسي أسترالي، ولد في 19 يوليو 1889 في ريتشموند ‏ في أستراليا، وتوفي في 10 نوفمبر 1961 في ديفون في المملكة المتحدة.